# Чемпионат мира по спортивной гимнастике 1992
27-й Чемпионат мира по спортивной гимнастике проходил с 15 по 19 апреля 1992 года в Париже (Франция). Спортсмены бывшего СССР выступали под флагом сборной СНГ. Командное первенство было исключено из программы.

## Медалисты

### Мужчины
| Дисциплина          | Золото                                        | Серебро                    | Бронза                                         |
| Вольные упражнения  | Игорь Коробчинский СНГ                        | Виталий Щербо СНГ          | Майк Краберг Германия                          |
| Конь                | Ли Цзин КНР Виталий Щербо СНГ Пэ Гиль Су КНДР | не присуждалась            | не присуждалась                                |
| Кольца              | Виталий Щербо СНГ                             | Сильвестер Чоллань Венгрия | Григорий Мисютин СНГ                           |
| Опорный прыжок      | Ю Оннёль Южная Корея                          | Игорь Коробчинский СНГ     | Виктор Колон Пуэрто-Рико Кёртис Хибберт Канада |
| Параллельные брусья | Алексей Воропаев СНГ Ли Цзин КНР              | не присуждалась            | Валерий Беленький СНГ                          |
| Перекладина         | Григорий Мисютин СНГ                          | Ли Цзин КНР                | Игорь Коробчинский СНГ                         |

### Женщины
| Дисциплина          | Золото                     | Серебро                            | Бронза                                     |
| Опорный прыжок      | Генриетта Оноди Венгрия    | Светлана Богинская СНГ             | Оксана Чусовитина СНГ                      |
| Разновысокие брусья | Лавиния Милошовичи Румыния | Элизабет Окино США                 | Мирела Пашка Румыния                       |
| Бревно              | Кимберли Змескал США       | Ли Ифан КНР Мария Некулицэ Румыния | не присуждалась                            |
| Вольные упражнения  | Кимберли Змескал США       | Генриетта Оноди Венгрия            | Мария Некулицэ Румыния Татьяна Лысенко СНГ |